# Sveriges blå band
Sveriges blå band är också ett smeknamn för Göta kanal.
Sveriges blå band är en rekordutmärkelse som instiftades av Expressen och Båtnytt 1969. 
Sveriges blå band kallas ofta för tävling, men egentligen handlar det om registrerandet av hastighetsrekord för färd över en bestämd sträcka och detta kan göras när som helst. Rekordförsöken är reglerade och avser endast färd från Ystad till Haparanda, samt med maximalt två mans besättning.
Första rekordet sattes av en Örvik GTX med Chrysler 55 hästkrafters motor. Resan tog knappt två dygn. Andra rekordet sattes ett år senare med en Marieholm Catalina offshore med dubbla VP B30 och tog ungefär ett dygn. Det dröjde sedan tre decennier innan Ante Malmgren senare slog rekordet med en enmotors enskrovs offshorebåt. Staffan Hansson var nära att sätta rekord i början på 1990-talet med en Cigarette 42 Revolution, men motorkrångel hindrade den annars väl förberedda turen.
Under senare år har flera rekordförsök gjorts, varav somliga inte regelenligt fullföljt resan. Det senaste försöket med lyckad målgång genomfördes den 10 augusti 2006 med rekordtiden 15 timmar och 26 minuter. Farkosten var bemannad av Robert Aschberg, Henrik Dahl och Titti Schultz (den sistnämnda som Radio Rix reporter), men på grund av för stor besättning är rekordet inte officiellt. Inte heller den mötande båten norrifrån med Piteåbesättning i en ribbåt slog det officiella rekordet på grund av riktningsfel. Den 27 juni 2011 slog Bo Dahlberg och Classe Johansson (Baltic Sea Race) från Piteå rekordet på tiden 13 timmar och 31 minuter med sin specialutrustade katamaran, Skater 32 med cirka 1 300 hästkrafters motor. Inte heller denna gång blev det godkänt på grund av riktningsfel.